# Eindeutige Fahrzeugnummer
Die eindeutige Fahrzeugnummer, in der EU offiziell europäische Fahrzeugnummer (englisch European Vehicle Number EVN), daneben auch TSI-Nummer genannt, ist eine zwölfstellige Nummer, mit der Eisenbahnfahrzeuge in Europa und Teilen Asiens und Afrikas eindeutig identifiziert werden. Die Nummern werden durch die Staaten, die die Einheitlichen Technischen Vorschriften der OTIF anwenden, zugeteilt. Die einheitlichen Technischen Vorschriften sind weitgehend identisch mit den Technischen Spezifikationen Interoperabilität (TSI) der EU.

## Geschichte
Die ersten Bemühungen, Eisenbahnfahrzeuge europaweit eindeutig zu kennzeichnen, unternahm die UIC, die in den 1960er Jahren die einheitliche Kennzeichnung der Güterwagen ihrer Mitgliedsbahnen einführte. Diese Kennzeichnung sollte zusätzlich EDV-fähig sein und dafür eine Möglichkeit zur Fehlererkennung beinhalten. Für diesen Zweck wurde eine zusätzliche Selbstkontrollziffer hinzugefügt. Gleichzeitig wurden die Gattungszeichen der Güterwagen vereinheitlicht. Etwas später erhielten auch die Reisezugwagen UIC-EDV-Nummern. Bei den Gattungszeichen für Reisezugwagen wurden nur der grundsätzliche Aufbau und die Hauptzeichen genormt. Triebfahrzeuge wurden in den 1960er und 1970er Jahren kaum grenzüberschreitend eingesetzt, deshalb wurden sie nur auf freiwilliger Basis eingezogen. Für nicht international eingesetzte Triebfahrzeuge und solche, die nur auf der Basis gegenseitiger Vereinbarungen auf Grenzstrecken verkehrten, konnten verkürzte EDV-Nummern unter Entfall der ersten fünf Stellen verwendet werden. Sollte es zu internationalen Einsätzen von Triebfahrzeugen kommen, dann sollten die fehlenden Stellen nachträglich in Form von Zusatzschildern angebracht werden. Die fünfte Stelle sollte als Korrekturfaktor genutzt werden, damit die Selbstkontrollziffer der sieben- und zwölfstelligen Nummer identisch bliebe. Die Bahnverwaltungen führten die EDV-Nummern nur sehr zögernd ein. 1968 begann die Deutsche Bundesbahn, 1970 folgte die Deutsche Reichsbahn, um 1980 die Renfe und 1988 die ČSD. Die Mehrheit der Bahnverwaltungen behielten ihre bisherigen Triebfahrzeugbezeichnungssysteme bei.
Mit der Entscheidung 2006/920/EG der Kommission vom 11. August 2006 über die technische Spezifikation für die Interoperabilität des Teilsystems Verkehrsbetrieb und Verkehrssteuerung des konventionellen transeuropäischen Eisenbahnsystems wurden die UIC-Nummern zu offiziellen, staatlich regulierten Nummern. Dementsprechend waren nicht mehr die Mitglieder der UIC für die Definition und Vergabe der Nummern zuständig, sondern die staatlichen Behörden. Aus den Codes, die bis dahin die Mitgliedsbahnen bezeichneten, wurden Ländercodes. Beispielsweise stand nun 80 nicht mehr für DB, sondern für Deutschland. Dementsprechend erhielten in der Folge auch sämtliche nicht der DB gehörenden Eisenbahnfahrzeuge in Deutschland eine Nummer mit dem Code 80. Eine Folge war, dass die regel- und breitspurigen Triebfahrzeuge in allen beteiligten Staaten in das System aufgenommen werden mussten. Zusätzlich werden die einmal vergebenen Nummern auch bei einem Verkauf in ein anderes Land nicht mehr verändert.
In einer Übergangszeit galten gewisse aus der UIC-Zeit stammende Regeln weiterhin, bis per 1. Januar 2015 die am 5. Juni 2014 verabschiedete ETV Kennzeichnung in Kraft trat.

## Aufbau der Nummer
| Stelle    | 1                                         | 2                                         | 3                                         | 4                                         | 5 | 6 | 7 | 8 | 9              | 10             | 11             | - | 12                   |
| --------- | ----------------------------------------- | ----------------------------------------- | ----------------------------------------- | ----------------------------------------- | --- | --- | --- | --- | -------------- | -------------- | -------------- | - | -------------------- |
| Bedeutung | Fahrzeugtyp und Interoperabilitätseignung | Fahrzeugtyp und Interoperabilitätseignung | Land, in dem das Fahrzeug registriert ist | Land, in dem das Fahrzeug registriert ist | Technische Merkmale des Fahrzeugs (für Fahrzeuge mit einer 9 als erster Ziffer, ausgenommen Sonderfahrzeuge, wird die Bedeutung dieser Ziffern national geregelt) | Technische Merkmale des Fahrzeugs (für Fahrzeuge mit einer 9 als erster Ziffer, ausgenommen Sonderfahrzeuge, wird die Bedeutung dieser Ziffern national geregelt) | Technische Merkmale des Fahrzeugs (für Fahrzeuge mit einer 9 als erster Ziffer, ausgenommen Sonderfahrzeuge, wird die Bedeutung dieser Ziffern national geregelt) | Technische Merkmale des Fahrzeugs (für Fahrzeuge mit einer 9 als erster Ziffer, ausgenommen Sonderfahrzeuge, wird die Bedeutung dieser Ziffern national geregelt) | Ordnungsnummer | Ordnungsnummer | Ordnungsnummer | - | Selbstkontrollziffer |

## Gruppierung der Fahrzeugtypen
Entsprechend der Entstehungsgeschichte des Nummernsystems sind die niedrigsten Nummern den Güterwagen zugeordnet, dann folgen die Reisezugwagen und erst am Schluss die Trieb- und Sonderfahrzeuge. Allerdings ergab sich bei einer späteren Revision des Systems die Notwendigkeit, den Güterwagen auch einen Nummernbereich oberhalb der Reisezugwagen zuzuordnen. Grundsätzlich lautet die Einteilung heute, basierend auf der ersten Ziffer:
- 1 bis 4 und 8 = Güterwagen, siehe UIC-Wagennummer
- 5 bis 7 = Reisezugwagen ohne Eigenantrieb, siehe UIC-Reisezugwagennummer
- 9 = Triebfahrzeuge (einschließlich Triebzüge und spezielle Beiwagen) sowie Sonderfahrzeuge, siehe UIC-Kennzeichnung der Triebfahrzeuge. Dabei erhalten Sonderfahrzeuge auf der ersten, zweiten und fünften Stelle eine 9.